# المعبري (جبلة)

تعديل مصدري - تعديل

المعبري هي إحدى قرى عزلة وراف بمديرية جبلة التابعة لمحافظة إب، بلغ تعداد سكانها 1700 نسمة حسب تعداد اليمن لعام 2004.